# Tancrède Auguste

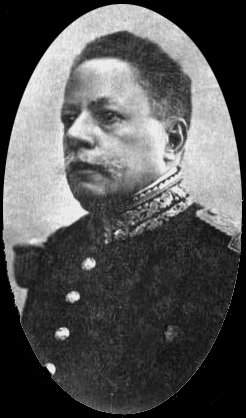
Tancrède Auguste

Tancrède Auguste, född 16 mars 1856, död 2 maj 1913, var en haitisk politiker. Han var Haitis president 8 augusti 1912-3 maj 1913.